# Ingalls (Mondkrater)
Ingalls ist ein alter Einschlagkrater auf der Rückseite des Mondes und kann deshalb von der Erde aus nicht direkt beobachtet werden. Er liegt nordnordwestlich des Kraters Mach und in gleicher Entfernung westlich von Joule.
Die Formation von Ingalls wurde durch später erfolgte Einschläge schwer beschädigt, so dass von ihr kaum mehr als eine unregelmäßig geformte Vertiefung in der Mondoberfläche übrig geblieben ist. Der äußere Kraterrand ist abgerundet und von kleinen Einschlagspuren zernarbt. Der Kraterboden weist bis auf einige winzige Kraterchen keine besonderen Merkmale auf. Über den nördlichen Rand von Ingalls verlaufen schwache Spuren eines Strahlensystems, das von dem in einiger Entfernung westsüdwestlich gelegenen Krater Jackson ausgeht.
| Buchstabe | Position            | Durchmesser | Link |
| --------- | ------------------- | ----------- | ---- |
| G         | 25,36° N, 150,34° W | 60 km       |      |
| M         | 23,73° N, 153,22° W | 28 km       |      |
| U         | 26,95° N, 156,41° W | 26 km       |      |
| V         | 27,14° N, 155,43° W | 26 km       |      |
| Y         | 29,5° N, 154,3° W   | 21 km       |      |
| Z         | 30,1° N, 153,46° W  | 24 km       |      |